# Людмила Нікоян
Людмила Нікоян (нар. 1 серпня 1979) — колишня російська тенісистка.
Найвищу одиночну позицію світового рейтингу — 500 місце досягла 9 жовтня 2000, парну — 347 місце — 15 травня 2000 року.
Здобула 5 парних титулів туру ITF.
Завершила кар'єру 2010 року.

## Фінали ITF

### Парний розряд (5–11)
| Легенда          |
| ---------------- |
| Турніри $100,000 |
| Турніри $75,000  |
| Турніри $50,000  |
| Турніри $25,000  |
| Турніри $10,000  |

| Фінали за покриттям |
| ------------------- |
| Тверде (2–6)        |
| Ґрунт (3–4)         |
| Трава (0–0)         |
| Килим (0–1)         |

| Результат | Ранг | Дата            | Турнір                                  | Покриття  | Партнерка                 | Суперниці                            | Рахунок                 |
| --------- | ---- | --------------- | --------------------------------------- | --------- | ------------------------- | ------------------------------------ | ----------------------- |
| Поразка   | 1.   | 23 травня 1999  | Горб-ам-Неккар, Німеччина               | Тверде    | Лійна Суурварік           | Естер Брунн Камілла Кремер           | 1–6, 6–7(2)             |
| Перемога  | 1.   | 12 липня 1999   | Брюссельський столичний регіон, Бельгія | Ґрунт     | Ліга Декмеєре             | Сеголен Бергер Вікторія Курм         | 6–7(6), 6–3, 6–3        |
| Поразка   | 2.   | 9 серпня 1999   | Стамбул, Туреччина                      | Тверде    | Катерина Сисоєва          | Надія Островська Катерина Панюшкіна  | 0–6, 2–6                |
| Перемога  | 2.   | 24 квітня 2000  | Черіньола, Італія                       | Ґрунт     | Бобоєдова Марія Євгенівна | Марія Елена Камерін Мара Сантанджело | w/o                     |
| Поразка   | 3.   | 30 жовтня 2000  | Мінськ, Білорусь                        | Килим (i) | Раїса Гуревич             | Ева Бірнерова Alexandra Zerkalova    | 4–2, 5–3, 3–5, 2–4, 0–4 |
| Поразка   | 4.   | 3 червня 2001   | Варшава, Польща                         | Ґрунт     | Юлія Бейгельзимер         | Мартіна Бабакова Ленка Снайдрова     | 4–6, 4–6                |
| Перемога  | 3.   | 23 липня 2002   | Горб, Німеччина                         | Ґрунт     | Svetlana Mossiakova       | Ruxandra Marin Делія Сезкіоряну      | 7–6(4), 6–1             |
| Поразка   | 5.   | 30 березня 2004 | Каїр, Єгипет                            | Ґрунт     | Олена Антипіна            | Раїса Гуревич Катерина Кожокіна      | 2–6, 0–6                |
| Поразка   | 6.   | 20 червня 2005  | Алкмар, Нідерланди                      | Ґрунт     | Kristina Movsesyan        | Kelly de Beer Джессі де Вріс         | 6–3, 3–6, 4–6           |
| Поразка   | 7.   | 20 червня 2006  | Алкобаса, Португалія                    | Тверде    | Natalia Pervitskaya       | Мелісса Беррі Natalia Orlova         | 7–6(5), 6–7(3), 1–6     |
| Перемога  | 4.   | 26 червня 2006  | Амаранте, Португалія                    | Тверде    | Лусія Ґонсалес            | Natalia Pervitskaya Дженні Свіфт     | 6–1, 6–2                |
| Поразка   | 8.   | 17 вересня 2006 | Тбілісі, Джорджія                       | Тверде    | Varvara Galanina          | Yulia Solonitskaya Аміна Рахім       | 5–7, 1–6                |
| Поразка   | 9.   | 22 вересня 2006 | Тбілісі, Джорджія                       | Тверде    | Varvara Galanina          | Рія Сабай Ксенія Палкіна             | 4–6, 6–3, 0–6           |
| Поразка   | 10.  | 14 жовтня 2007  | Ешпіню, Португалія                      | Ґрунт     | Inna Sokolova             | Романа Табак Сильвія Заґурська       | 6–3, 1–6, [4–10]        |
| Поразка   | 11.  | 24 лютого 2008  | Портіман, Португалія                    | Тверде    | Олена Чалова              | Емілі Баке Хаєнне Евейк              | w/o                     |
| Перемога  | 5.   | 21 лютого 2009  | Портіман, Португалія                    | Тверде    | Діана Ісаєва              | Ракел Пілтшер Роксане Вайзенберг     | 7–6(5), 6–3             |